# Guido Schnaubert

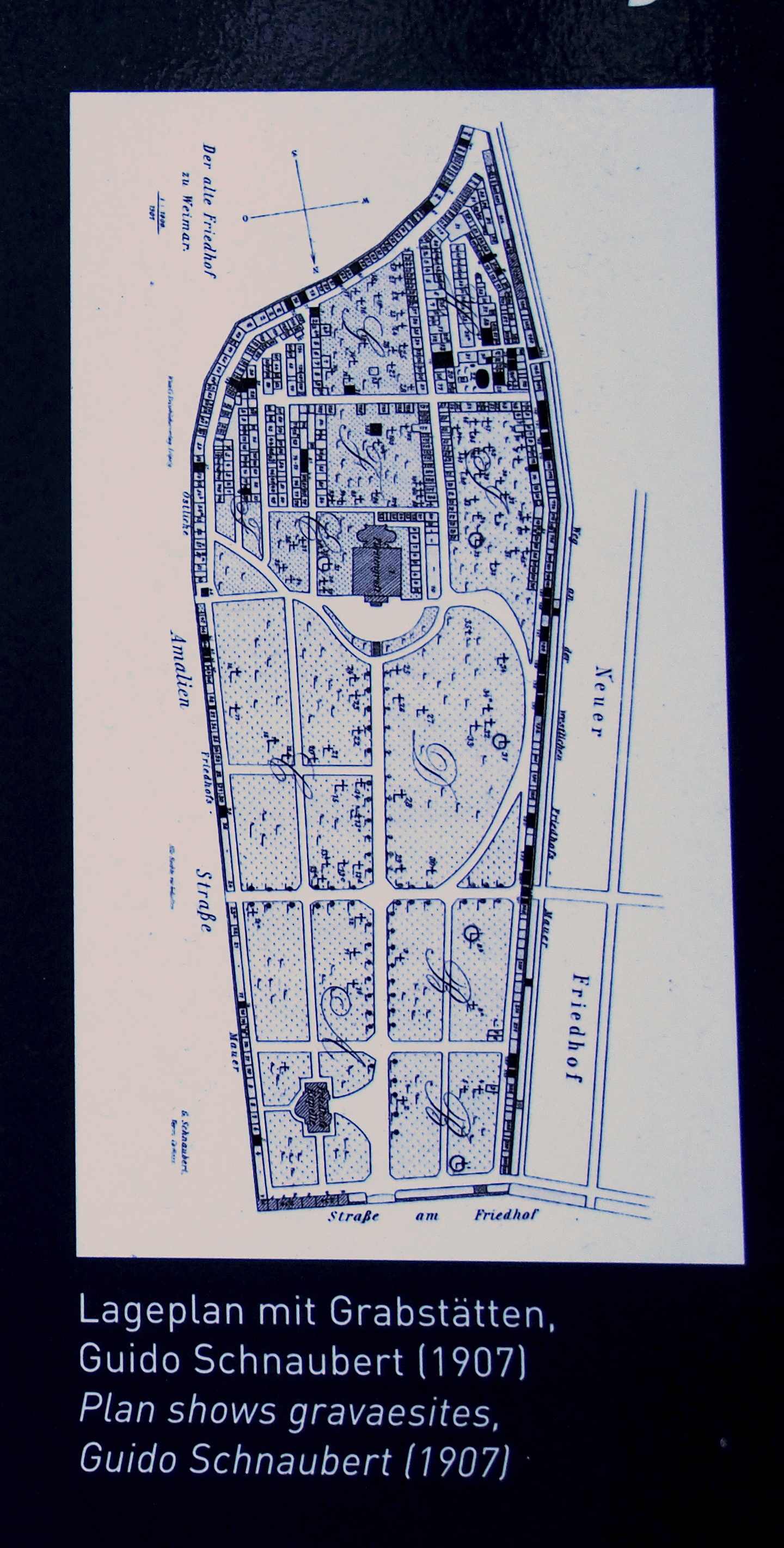
Von Schnaubert erstellter Plan des Historischen Friedhofs in Weimar

Guido Schnaubert (* 21. Februar 1841 in Weida; † 16. Juni 1915 in Weimar) war ein deutscher Schriftsteller mit Schwerpunkt Weimar, aber auch großherzoglich sachsen-weimarischer Geometer.
Im Jahre 1885 ist Schnaubert als Hauptagent der Preußischen Feuer-Versicherungs-Aktien-Gesellschaft zu Berlin für das Großherzogtum Sachsen-Weimar-Eisenach anlässlich seines Ausscheidens nachweisbar. Im Jahre 1897 wurde Schnaubert großherzoglich sachsen-weimarischer Vermessungskommissar. Seine bedeutsamste literarische Wirkungszeit in Weimar lag indes zwischen 1907 und 1913. Schnaubert ist die detaillierteste Darstellung des Neu-Weimar-Vereines zu verdanken.

## Werke (Auswahl)
- Die inneren Räume des Wittumspalais zu Weimar. Panse's Verlag, Weimar 1912, DNB 57607280X.
- Aus Alt-Weimars Vergangenheit. Band 1: Das Wittumspalais der Herzogin Anna Amalia. Panse's Verlag, Weimar 1912, DNB 368152766.
- Aus Weimars Vergangenheit: die Hof- und Garnisonkirche zu St. Jacob in Weimar..., 1913.
- Das Lebenswerk von Johann Daniel Falk, Ehrenbürger der Stadt Weimar. Ein geschichtlicher Beitrag zu der im Jahre 1913 stattfindenden hundertjährigen Jubelfeier des Falkschen Instituts zu Weimar. Unter Benutzung der bisher nicht veröffentlichten Falkschen Hausakten, Weimar 1912.
- Weimars Stadtbild 1784 – 1828 – 1909. Mit den Straßennamen und einem Stadtplan zur Zeit von Johann Wolfgang von Goethe, Weimar 1909. (Reprint 2017)
- Weimars Stadtbild um das Jahr 1782 / 84. Beschrieben u. erzählt nebst historischen und biographischen Notizen. Hierbei: der alte Stadtplan von F. L. Güssefeld aus dem Jahre 1784, der neue vom Jahre 1909 und ein Anhang: Geschichtliches von Weimar, Hof-Buch- und Steindruckerei von Dietsch & Brückner, Weimar 1909.